# Чвижепсе (село)
Чвижепсе — село в Адлерского района муниципального образования город-курорт Сочи Краснодарского края. Входит в состав Краснополянского поселкового округа. 

## География
Находится в урочище, получившем неофициальное название Медвежий угол, на берегу реки Чвижепсе. От Красной Поляны до Чвижепсе — 13 км, от аэропорта в Адлере — 27 км.
Имеются нарзанные источники. Минеральные воды Чвижепсе имеют уникальный состав и обнаружены только в этом районе города Сочи.

## Население
| 2002 | 2010 |
| ---- | ---- |
| 101  | ↘60  |